# Big Bill Bissonnette

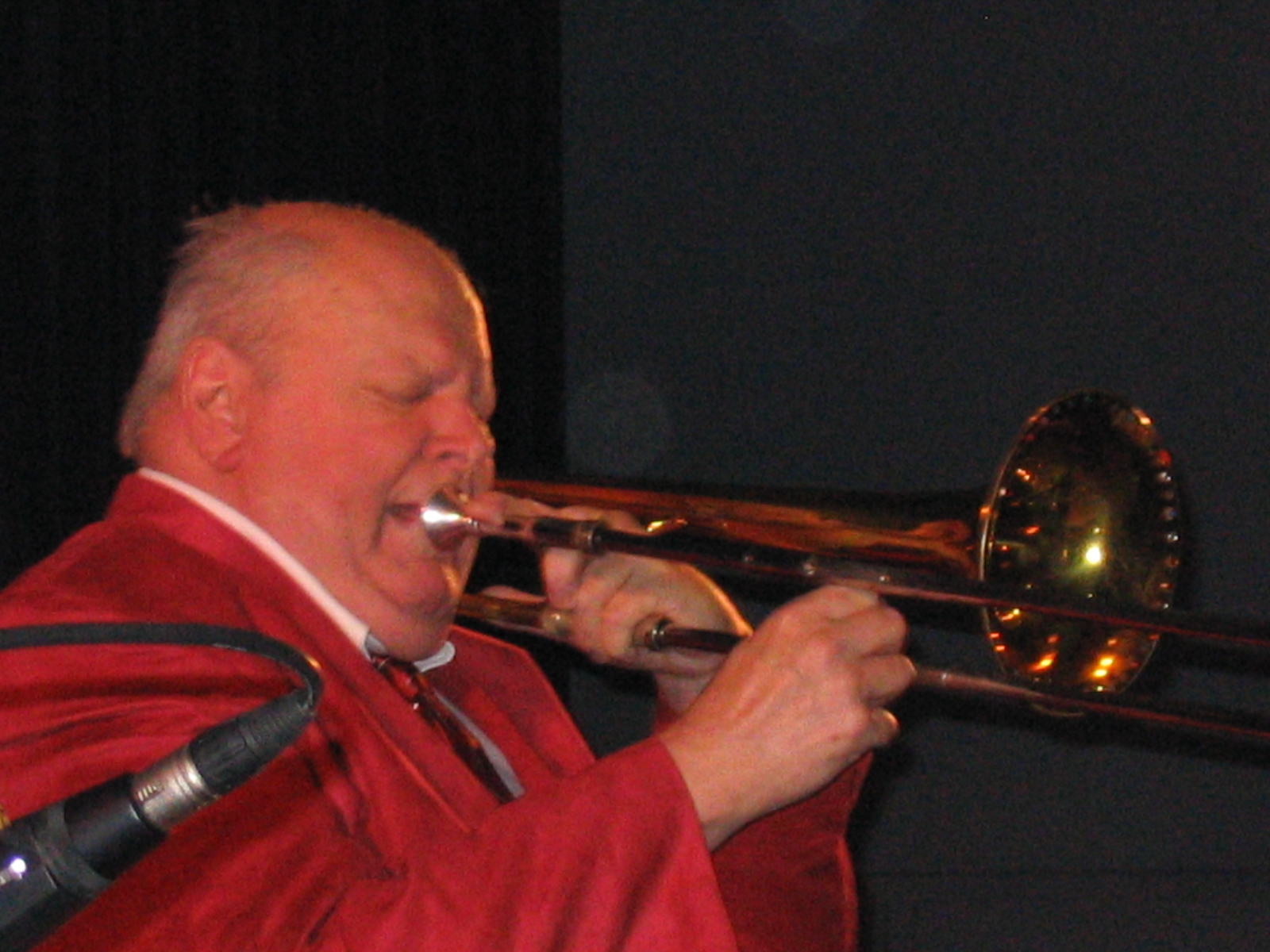
Big Bill Bissonnette (2003)

Big Bill Bissonnette (* 5. Februar 1937 in Bridgeport (Connecticut); † 26. Juni 2018) war ein US-amerikanischer Jazzmusiker (Posaune, Schlagzeug, auch Gesang), der sich insbesondere als Musikproduzent und Gründer des Labels Jazz Crusade als Förderer des New Orleans Jazz hervortat.

## Leben und Wirken
Big Bill Bissonnette begann seine Karriere als Musikpromoter, indem er Musiker aus New Orleans förderte, die die Tradition des New Orleans Jazz pflegten. Anfang der 1960er-Jahre gründete er das Plattenlabel Jazz Crusade Records; erste Aufnahmen entstanden 1962 mit der von ihm geleiteten Easy Riders Jazz Band, in der er Posaune spielte. Insgesamt erschienen auf seinem Label über 100 Sessions mit lokalen Musikern; auf rund der Hälfte ist er als Posaunist oder Schlagzeuger beteiligt, wie bei Aufnahmen mit Kid Thomas Valentine/Emanuel Paul, Alcide Pavageau, Captain John Handy, Jim Robinson, Kid Sheik Cola, George Lewis, Sammy Rimmington, Punch Miller sowie mit Polo Barnes/Alvin Alcorn/Alex Bigard.
In den 1990er-Jahren richtete Bissonnette sein Label auf die Archivierung des britischen Trad-Jazz aus; später verkaufte er den Katalog an  UpBeat Records. In seinen späteren Jahren tourte er mit „Tuba Fats“ Lacen in Big Bill Bissonnettes International Jazz Band und machte weiterhin Plattenaufnahmen, wie Live in Lyon! (Jazzogie, 1985) und I Believe I Hear That Trambone Moan (1986). In Deutschland trat er 1987 mit der Vieux Carre Jazz Band auf, 1993 mit Milton Batiste’s Zoo Band in New Orleans, mit Sammy Rimmington in Dänemark. 1992 legte er ein Buch über seine frühe Karriere mit dem Titel Jazz Crusade: The Inside Story of the Great New Orleans Jazz Revival of the 1960’s vor. Im Bereich des Jazz war er zwischen 1962 und 2004 an 84 Aufnahmesessions beteiligt, zuletzt mit The French Preservation New Orleans Jazz Band (Jumpin’ Ii Irigny – Vol. 1). Neben seinem Jazz Crusade Label erschienen auch Aufnahmen, an denen er beteiligt war, auf dem Label GHB Records. Nach Ansicht von Scott Yanow ist Bissonnettes Spiel auf der Posaune zwar simpel, zeichne sich aber durch Ausgelassenheit, gepaart mit viel Erfindungsgeist aus.